# Bulbul de Camiguin
El bulbul de Camiguin (Hypsipetes catarmanensis) és una espècie d'ocell de la família dels picnonòtids (Pycnonotidae). És endèmic de l'illa de Camiguin, a les Filipines. Els seus hàbitats principals són els boscos tropicals i subtropicals de frondoses humits de les terres baixes i les àrees forestals fortament degradades. El seu estat de conservació es considera gairebé amenaçat.